# Phoma pedicularis
Phoma pedicularis är en lavart som beskrevs av Fuckel 1874. Phoma pedicularis ingår i släktet Phoma, ordningen Pleosporales, klassen Dothideomycetes, divisionen sporsäcksvampar och riket svampar.   Inga underarter finns listade i Catalogue of Life.